# Molophilus (Molophilus) metuendus
Molophilus (Molophilus) metuendus is een tweevleugelige uit de familie steltmuggen (Limoniidae). De soort komt voor in het Neotropisch gebied.